# Clima de Tuxtla Gutiérrez
Los climas existentes en el municipio son: 
1. A(w0), cálido subhúmedo con lluvias en el verano, de menor humedad, que abarca el 99.71% de la superficie municipal.
2. A(w1), cálido subhúmedo con lluvias en el verano, de mediana humedad, que abarca el 0.29% de la superficie municipal.

La temperatura media anual es de 25 °C. La temporada cálida dura desde mediados de febrero hasta septiembre. El período más caluroso del año es desde abril hasta la segunda semana de mayo donde se alcanzan temperaturas alrededor de los 42 °C. La temporada fresca dura desde la segunda semana de noviembre hasta mediados de febrero. El período más frío del año es el mes de diciembre cuando la temperatura puede llegar a descender hasta 14 °C. La precipitación pluvial oscila según las áreas municipales y es en promedio 900 mm anuales. La temporada normal de lluvias abarca desde mayo hasta la segunda semana de octubre. Normalmente, los meses más lluviosos son junio y septiembre. Durante septiembre y octubre siempre hay lluvias copiosas que duran más de 24 horas debido a la temporada de huracanes, que rozan el municipio, pero no lo afectan notablemente. El año más frío registrado fue 1959, con una temperatura media anual de 24,0 °C. El año más caluroso registrado fue 1998 con una temperatura media anual de 26.6 °C, debido a los intensos y descontrolados incendios agrícolas provocados ese año en todo Chiapas. La urbanización dentro del municipio ha traído consigo un aumento de la temperatura (especialmente en el valle de tuxla) como consecuencia del aumento en las áreas de concreto y la emisión de gases los vehículos terrestres.
La precipitación pluvial oscila, según las áreas municipales, de casi 900 mm anuales. La temporada normal de lluvias abarca desde mayo hasta la segunda semana de octubre. El mes más lluvioso es junio, los siguientes meses disminuye ligeramente la precipitación pluvial que vuelve a aumentar notablemente en septiembre, segundo mes más lluvioso. Durante septiembre y octubre hay lluvias copiosas y pertinaces que duran más de 24 horas debido a la temporada de huracanes, que rozan el municipio, pero no lo afectan notablemente. El año más seco registrado fue 1994 con una precipitación pluvial anual de 610,1 mm. El año más lluvioso registrado fue 1965 con una precipitación pluvial anual de 1339,5 mm.
| Parámetros climáticos promedio de Tuxtla Gutiérrez         | Parámetros climáticos promedio de Tuxtla Gutiérrez | Parámetros climáticos promedio de Tuxtla Gutiérrez | Parámetros climáticos promedio de Tuxtla Gutiérrez | Parámetros climáticos promedio de Tuxtla Gutiérrez | Parámetros climáticos promedio de Tuxtla Gutiérrez | Parámetros climáticos promedio de Tuxtla Gutiérrez | Parámetros climáticos promedio de Tuxtla Gutiérrez | Parámetros climáticos promedio de Tuxtla Gutiérrez | Parámetros climáticos promedio de Tuxtla Gutiérrez | Parámetros climáticos promedio de Tuxtla Gutiérrez | Parámetros climáticos promedio de Tuxtla Gutiérrez | Parámetros climáticos promedio de Tuxtla Gutiérrez | Parámetros climáticos promedio de Tuxtla Gutiérrez |
| Mes                                                        | Ene.                                               | Feb.                                               | Mar.                                               | Abr.                                               | May.                                               | Jun.                                               | Jul.                                               | Ago.                                               | Sep.                                               | Oct.                                               | Nov.                                               | Dic.                                               | Anual                                              |
| ---------------------------------------------------------- | -------------------------------------------------- | -------------------------------------------------- | -------------------------------------------------- | -------------------------------------------------- | -------------------------------------------------- | -------------------------------------------------- | -------------------------------------------------- | -------------------------------------------------- | -------------------------------------------------- | -------------------------------------------------- | -------------------------------------------------- | -------------------------------------------------- | -------------------------------------------------- |
| Temp. máx. abs. (°C)                                       | 34                                                 | 37                                                 | 42                                                 | 42                                                 | 41                                                 | 40                                                 | 36                                                 | 36                                                 | 35                                                 | 35                                                 | 35                                                 | 34                                                 | 38                                                 |
| Temp. máx. media (°C)                                      | 24                                                 | 29                                                 | 34                                                 | 35                                                 | 35                                                 | 33                                                 | 32                                                 | 32                                                 | 31                                                 | 31                                                 | 29                                                 | 24                                                 | 32                                                 |
| Temp. mín. media (°C)                                      | 13.                                                | 15                                                 | 18                                                 | 20                                                 | 22                                                 | 21                                                 | 20                                                 | 20                                                 | 20                                                 | 19                                                 | 18                                                 | 16                                                 | 18                                                 |
| Temp. mín. abs. (°C)                                       | 13                                                 | 15                                                 | 18                                                 | 14                                                 | 15                                                 | 17                                                 | 14                                                 | 17                                                 | 10                                                 | 13                                                 | 10                                                 | 8                                                  | 11                                                 |
| Precipitación total (mm)                                   | 0.8                                                | 2.7                                                | 3.5                                                | 13                                                 | 80                                                 | 208                                                | 161                                                | 191                                                | 193                                                | 45                                                 | 17                                                 | 3.2                                                | 921                                                |
| Fuente: Servicio Meteorologico Nacional 5 de abril de 2002 |                                                    |                                                    |                                                    |                                                    |                                                    |                                                    |                                                    |                                                    |                                                    |                                                    |                                                    |                                                    |                                                    |

- Temperatura máxima: 43 °C (1988)
- Temperatura mínima: 7 °C (1986)

El clima varía dentro del municipio; en la serranía sur, donde se encuentran la mayoría de las localidades rurales (entre éstas, las tres villas ejidales) y los montes El Zapotal y Cerro Hueco el clima es fresco y agradable todo el año debido a su abundante vegetación, su mayor altitud y su mayor humedad ambiental.
El clima municipal ha cambiado. Según los registros del INEGI de 1997, los meses más cálidos eran desde abril hasta junio y la temperatura disminuía por las lluvias; además, la precipitación anual en promedio era mayor, siendo en varias áreas municipales superior a los 970 mm anuales en promedio.